# Charles Nicholas Aubé
Charles Nicholas Aubé (6. května 1802 Paříž - 15. říjen 1869 Crépy) byl francouzský lékař a entomolog.

## Život
Aubé studoval v Paříži farmacii a diplom získal v roce 1824. Za manželku si vzal v roce 1826 sestru Gustave Planchea (1808-1857).
Medicínu začal studovat v roce 1829 a titul doktora medicíny získal v roce 1836, tématem jeho závěrečné práce byla „la gale“ (prašivina).
Byl zakládajícím členem Société entomologique de France, jejímž předsedou byl v roce 1842 a 1846.
Zpracovával určitou skupinu řádu Coleoptera, pro publikace Pierre François Marie Auguste Dejeana (1780-1845).
„Zavedl“ čeleď plavčíkovití, poprvé popsal druh Haliplus fluviatilis. Jeho sbírku opatruje Société entomologique de France.